# Klaus (Film)
Klaus ist ein spanischer Animations-Weihnachtsfilm, der im November 2019 in den Kinos und auf Netflix veröffentlicht wurde.

## Handlung
Der Film handelt vom Postboten Jesper, der seinem Vater, dem obersten Ausbilder aller Postboten, durch sein Desinteresse keine Ehre macht. So versetzt ihn sein Vater in die einsame Kleinstadt Zwietrachtingen (engl. „Smeerensburg“) nördlich des Polarkreises, wo Jesper im Laufe eines Jahres 6000 Briefe bearbeiten muss, um nicht enterbt zu werden. Nach einer turbulenten Ankunft, bei der sich die Dorfbewohner gegenseitig verprügeln, muss Jesper feststellen, dass das dortige Postamt eine Bruchbude ist. Er erfährt durch den Fährmann Mogens und die ehemalige Lehrerin, nun Fischhändlerin Alva, dass es im Dorf zwei Clans gibt, die Ellbogens und die Grobs, die seit vielen Jahren miteinander zerstritten sind. Da die Dorfbewohner folglich keine Briefe verschicken, sieht es nicht so aus, als ob Jesper seine Aufgabe erfüllen könnte.
Zufällig trifft er auf Klaus, der in einer Hütte inmitten handgemachter Spielzeuge lebt. Ebenfalls zufällig gelangt Jesper an eine Zeichnung, angefertigt von einem Kind ohne Spielzeug. Jesper verliert diese Zeichnung bei seinem ersten Besuch bei Klaus, der dem Kind daraufhin ein Spielzeug liefert. Unter den Kindern spricht sich das herum, sodass Jesper bald eine Menge Briefe an Klaus zustellt und ebenso viele Spielsachen zusammen mit Klaus zu den Kindern bringt. In der Folge spielen die Kinder miteinander, egal zu welcher Familie sie gehören. Als sie von Jesper erfahren, dass nur liebe Kinder Spielzeug erhalten, geben sie sich alle Mühe. Dies führt dazu, dass das Dorf erblüht und auch die Erwachsenen – von den Clanoberhäuptern abgesehen – wieder miteinander reden. Schließlich sind es so viele Spielsachen, dass Jesper und Klaus mit einem von Rentieren gezogenen Schlitten unterwegs sind; die Spielsachen in einem gigantischen Sack.
Das Ende des Jahres nähert sich und Klaus’ Spielzeugvorräte gehen zu Ende. Jesper versucht ihn zu überreden, neue Spielzeuge herzustellen, um diese den Kindern des Dorfes zu Weihnachten zu schenken. Klaus zögert zunächst, denn er hat die Sachen eigentlich für seine eigenen Kinder gebaut. Durch den Tod seiner Frau ist es aber dazu nie gekommen. Als er zusammen mit Jesper ein Spielzeug für die kleine Márgu vom Volk der Samen herstellt, ändert er seine Meinung. Zusammen mit den dankbaren Samen und Alva bereiten sie sich auf Weihnachten vor.
Während sich Jesper in Smeerensburg immer wohler fühlt, schließen die Anführer der Ellbogens und der Grobs eine Waffenruhe mit dem Ziel, Jesper und Klaus loszuwerden und die alte Feindschaft wiederherzustellen. Sie entdecken Jespers Ziel und schreiben und versenden zigtausende von Briefen. In der Folge kommt Jespers Vater um seinem Sohn zu gratulieren und ihn nach Hause zu holen. Seine Freunde sind enttäuscht, denn sie glauben, dass Jesper alles nur gemacht hat, um Smeerensburg wieder zu verlassen. Doch auf der Fähre wird Jesper klar, dass sein Platz nun dort ist, und es gelingt ihm zusammen mit Klaus, Alva und den Samen Weihnachten zu retten.
Alva und Jesper gründen eine Familie und an Weihnachten verteilen sie zusammen mit Klaus und den befreundeten Samen immer mehr Geschenke. So geht das ein paar Jahre, bis Klaus den Ruf seiner Frau hört und verschwindet. Während Jesper weiter als Postbote arbeitet, sieht er nun jedes Jahr zu Weihnachten seinen Freund Klaus, den Schlitten und die Rentiere.

## Produktion
Regisseur Sergio Pablos, der zuvor an Zeichentrickfilmen von Walt Disney mitwirkte, entschied, einen traditionellen Film zu produzieren. Hierbei entstand der Weihnachtsfilm Klaus, von dem sich Netflix den internationalen Verleih im November 2017 sicherte. Der Film erschien am 8. November 2019 in den US-Kinos und eine Woche später, am 15. November 2019, auf Netflix auch in Deutschland.
Aufnahmen der Filmmusik fanden in der Synchron Stage Vienna statt.

## Kritik
Klaus wird mit Stand vom 12. Dezember 2023 auf Rotten Tomatoes bei 78 ausgewerteten Kritiken von 95 % der Kritiker positiv bewertet. 96 % der über 2.500 Nutzer bewerteten den Film ebenfalls positiv. Zeitgleich wurden auf Metacritic 65 % der Kritiken als positiv ausgewertet, wobei 13 Kritiken vorlagen. Der User-Score liegt nach 365 Bewertungen bei 8,6.

## Synchronisation
Die Synchronisation des Films wurde bei der Film- & Fernseh-Synchron nach einem Dialogbuch und unter der Dialogregie von Christian Weygand erstellt.
| Rolle        | Originalsprecher  | Deutscher Sprecher |
| ------------ | ----------------- | ------------------ |
| Jesper       | Jason Schwartzman | Ralf Schmitz       |
| Klaus        | J. K. Simmons     | Rufus Beck         |
| Alva         | Rashida Jones     | Josefine Preuß     |
| Mrs. Grob    | Joan Cusack       | Uschi Glas         |
| Mr. Ellbogen | Will Sasso        | Wolfgang Müller    |
| Mogens       | Norm MacDonald    | Gudo Hoegel        |

## Auszeichnungen
Klaus gewann zehn Film- und Festivalpreise und wurde für über 20 weitere nominiert, darunter folgende:
- Oscarverleihung 2020

- Nominiert als Bester animierter Spielfilm

- Annie Awards 2020

- Bester animierter Spielfilm
- Beste Regie (Sergio Pablos)
- Beste Figuren-Animation (Sergio Martins)
- Bestes Figuren-Design (Torsten Schrank)
- Bestes Storyboarding (Sergio Pablos)
- Bestes Szenenbild (Szymon Biernacki, Marcin Jakubowski)
- Bestes Editorial (Pablo García Revert)

- British Academy Film Awards 2020

- Nominiert als Bester animierter Spielfilm

- Goya 2020

- Nominiert als Bester Animationsfilm
- Nominiert für den besten Filmsong – „Invisible“ (Caroline Pennell, Jussifer, Justin Tranter)

- World Soundtrack Awards 2020

- Publikumspreis (Alfonso G. Aguilar)